# Хонкаку
Хонкаку (яп. 本格 honkaku, подлинный, традиционный, ортодоксальный) — жанр японской остросюжетной литературы, детектив, построенный согласно классическому канону, сложившемуся на Западе во 2-й половине XIX — 1-й трети XX вв.

## Термин
Автором термина является Сабуро Кога, ровесник и коллега Эдогавы Рампо, которого традиционно считают родоначальником японской детективной литературы, хотя он не первый, кто начал осваивать этот жанр в Японии. Около 1925 года Сабуро предложил называть «хонкаку» те детективные истории, где автор сосредоточен прежде всего на логической загадке, которую представляет собой преступление, и на решении этой загадки, — а всему остальному уделяет гораздо меньшее внимание.
Образцами таких историй стали работы некоторых основателей и первых классиков детективного жанра (Эдгара Аллана По, Артура Конана Дойля и др.), а позднее, в 1930-е, когда термин прижился, — и ряда мастеров «Золотого века детектива» (Агаты Кристи, Эллери Куина и др.). Несмотря на то, что термин был и остается в широком ходу, постоянно ведутся дебаты о том, насколько он точен, передает ли все необходимые нюансы, и какому из его значений нужно отдавать предпочтение при переводе на другие языки.

## Краткая история
Эдогава признается не только создателем японского детектива вообще, но и основателем жанра хонкаку. Кроме него и Сабуро на становление классической формы хонкаку повлияли и другие авторы: их младший современник Сэйси Ёкомидзо (часто называемый «японским Джоном Диксоном Карром»), Акимицу Такадзи, дебютировавший после Второй мировой войны, и др. В создании своих детективов традиционной формы (хотя писали не только их) они ориентировались на идеологию «честной игры» с читателем, сформулированную Детективным клубом, организацией, созданной мэтрами «Золотого века». Сжатое воплощение эта идеология получила в «десяти заповедях детективного романа» Рональда Нокса (которые сами создатели Клуба порой нарушали).
Детективы-хонкаку пользовались в Японии огромной популярностью до 1950-х, когда начали понемногу сдавать свои позиции, уступая общественно-политическому и социально-психологическому направлению остросюжетной беллетристики сякаи ха (яп. 社会派 shakai ha, социальная школа), чьим флагманом стал Сэйтё Мацумото. Однако в 1970-е начинается возрождение интереса к хонкаку — первым признаком этого стал новый взрыв популярности уже старого Сэйси Ёкомидзо, который умрет 1981 году.
В том же году произвел фурор дебютный роман Содзи Симады «Токийский Зодиак», освеживший хонкаку и фактически обозначивший рождение его новой версии, син-хонкаку (яп. 新本格 shin honkaku, новый хонкаку). Активный противник оттеснения детективной загадки на второй план психологией и общественно-политической тематикой, Симада отдал много сил возрождению «ортодоксального» детектива, за что был назван «(крестным) отцом син-хонкаку». Принцип, положенный в основу «Токийского Зодиака» — читатель знает ровно столько же, сколько знает персонаж, расследующий преступление, и должен попытаться добиться разгадки самостоятельно (та самая «честная игра»), — превратился почти в «золотое правило» японского жанра. При участии Симады в 1987 году вышел роман более молодого автора (двенадцать лет разницы) Юкито Аяцудзи «Убийства в десятиугольном доме», выстроенный во многом по той же схеме, что и «Десять негритят» Агаты Кристи, но при этом абсолютно оригинальный. «Дом» и начатая им серия спровоцировали настоящий син-хонкаку-бум, который, по сути, продолжается до сих пор, перейдя границы Японии. Помимо Симады и Аяцудзи звездами жанра являются такие авторы, как Арису Арисугава и Ринтаро Норидзуки, ориентирующийся на Эллери Куина и Росса Макдональда. Арисугава и Норидзуки начинали, как и Аяцудзи, членами любительского клуба традиционного детектива в Киотском университете, поддерживаемого Симадой.
В 2000 году был основан Японский клуб авторов хонкаку; первым президентом стал Арисугава (2000—2005). Норидзуки возглавляет его с 2013 года по настоящее время. Клуб ежегодно выпускает антологии и вручает жанровую премию.